# Stahlstreit zwischen der Europäischen Union und den Vereinigten Staaten
Der Stahlstreit zwischen der Europäischen Union und den Vereinigten Staaten von Amerika beschreibt eine wechselseitig protektionistische Außenhandelspolitik, bei der die Kontrahenten die Stahlimporte und andere Waren aus dem Wirtschaftsraum des jeweils anderen mit Schutz- bzw. Vergeltungszöllen belegen. Dieser Streit führte unter anderem zum Verfahren vor den WTO-Gerichtsinstitutionen mit dem Namen United States – Definitive Safeguard Measures on Imports of Certain Steel Products.

## Stahlstreit 2002/2003

### Auslöser
Nach »Section 201 Trade Act of 1974«  belegte US-Präsident George W. Bush mit Wirkung zum 20. März 2002 bestimmte Stahleinfuhren mit Schutzmaßnahmen bis hin zu Zöllen in Höhe von 30 %  mit einer Gültigkeit von zunächst drei Jahren. Nach Art. 201 des US-Handelsgesetzes können US-Branchenverbände Importbeschränkungen erwirken, wenn sie nachweisen, dass durch die Einfuhren die Existenz der heimischen Unternehmen gefährdet ist. Die Maßnahmen betrafen rund die Hälfte aller amerikanischen Stahleinfuhren. Da der Lieferschwerpunkt aus Europa bei den besonders betroffenen Flacherzeugnissen lag und die EU  der größte Stahlexporteur auf dem amerikanischen Markt ist, waren EU-Stahlexporte in die USA zu einem Anteil von fast 70 % betroffen.
Der europäische Wirtschaftsverband Eurofer versuchte daraufhin gemeinsam mit der deutschen Bundesregierung, Ausnahmen – so genannte »product exclusions« – von den Zöllen in den USA zu erhalten. Für einen Zeitraum von 200 Tagen legte die EU-Kommission zunächst für 15 Produktkategorien bestimmte Mengen fest, bei deren Überschreitung ein Zoll von 25 % fällig wurde. Es sollte eine Überschwemmung des EU-Marktes infolge der weitgehenden Abschottung des amerikanischen Stahlmarktes verhindert werden.
Die EU-Kommission betrieb daraufhin zusammen mit Japan, Korea, China, Australien und Neuseeland ein Verfahren vor der WTO mit dem Ziel einer Abschaffung der amerikanischen Maßnahmen sowie einer Liberalisierung von Einfuhren bei anderen Waren als Ausgleich für die getroffenen Schutzmaßnahmen.

### Hintergründe
Die USA begründeten die teilweise Anhebung der Schutzzölle um bis zu 30 % mit den unvorhersehbaren Folgen der Asienkrise, die 1997 begonnen und in den USA zu einem Anstieg von Billigimporten der in Asien nicht mehr absetzbaren Stahlprodukte geführt hatte. Die EU, Japan und einige andere Staaten lehnten diese Argumentation mit der Begründung ab, dass die Krise sich bereits Anfang 2001 abgeschwächt habe. Schutzzölle seien nach den WTO-Statuten nur in engen Grenzen möglich.
Tatsächlich zeigten sich bereits seit den sechziger Jahren Krisenerscheinungen in der amerikanischen Stahlindustrie mit erheblichem Arbeitsplatzabbau in den achtziger Jahren, der die Gesamtbeschäftigtenzahl praktisch halbierte. Außerdem hatte der Stahlstreit eine globale Dimension in der Gestalt von weltweiten Überkapazitäten. Schließlich hatte er eine innenpolitische Dimension, die sowohl mit dem Versuch des Präsidenten zusammenhing, ein Mandat für Handelsliberalisierung vom Kongress zu erhalten (trade promotion authority) sowie den kurzfristigen Wahlaussichten republikanischer Abgeordneter in den Wahlbezirken des sog. Rust Belt als auch den langfristigen Wahlaussichten des Präsidenten selbst.

### Entscheidung der WTO
Der Appellate Body entschied am 10. November 2003 zugunsten der Beschwerdeführer.
Die United States International Trade Commission (ITC) habe die gem. Art. XIX 1a GATT erforderliche „unerwartete Entwicklung“ nicht hinreichend dargelegt, die die ergriffenen Schutzmaßnahmen zugunsten der US-Wirtschaft rechtfertigen könnten. Die auch nach dem Safeguards Agreement erforderliche Gefährdung der heimischen Wirtschaft durch wettbewerbsverzerrende Einfuhrmengen sei nicht nachgewiesen. Außerdem sei nicht nachvollziehbar, warum die USA die Mitgliedstaaten des Nordamerikanischen Freihandelsabkommens (NAFTA) Mexiko und Kanada sowie Israel und Jordanien von den Maßnahmen ausgenommen hatten. Die Maßnahmen seien als Verstoß gegen die liberalen WTO-Handelsregeln unzulässig.
Nachdem der Dollar-Kurs nachgegeben und vor allem die Autoindustrie höhere Materialpreise beklagt hatte, außerdem rund 200 000 Arbeitsplätze in der amerikanischen Stahlindustrie verloren gegangen waren, hob Präsident Bush die Strafzölle wieder auf. Er musste sich vorwerfen lassen, vor der „europäischen Erpressung“ kapituliert zu haben.

## Handelsstreit seit 2017/2018
Mitte 2018 sah es so aus, als könnte ein Streit um die 2017 von US-Präsident Donald Trump angekündigte Überprüfung der amerikanischen Stahlimporte gütlich beigelegt werden.[veraltet] Grund und Hauptziel der amerikanischen Einfuhrzölle dürften China und ein Weltmarkt mit Stahl zu Dumpingpreisen sein.
Auch im Oktober 2023 habe man sich nicht darauf verständigen können, wie Wettbewerbsnachteile für europäische Stahl- und Aluminiumexporteure auf dem US-Markt langfristig beseitigt werden könnten, jedoch Verhandlungsfortschritte gemacht.